# Select Sport
Select Sport A.S.  es una marca de artículos deportivos con sede en Glostrup (Dinamarca) especializada en balones de fútbol y balonmano. Con unos 2 millones de balones al año, es una de las mayores productoras de balones deportivos. Sus productos son exportados a más de 50 países. También cuenta con su marca hermana de balones la alemana Derbystar.

## Historia
Select fue fundada en 1947 por Eigil Nielsen, exportero de la selección de fútbol de Dinamarca. En 1951 se convierte en proveedor oficial de balones para la Unión Danesa de Fútbol. En 1957 firma un convenio para suministrar los balones a la Federación Danesa de Balonmano. En 1962 revoluciona el mercado con la primera pelota de fútbol de 32 paneles de cuero cosidos a mano, configuración estándar en las décadas consecutivas. En 1974 vuelve a innovar al sustituir el cuero natural por un cuero sintético a base de poliuretano, material que se expandió rápidamente entre los otros fabricantes y con el que los balones actuales son producidos.
Desde 2005 suministra los balones de balonmano para la liga profesional española ASOBAL y para las competiciones organizadas por la Federación Internacional de Balonmano (IHF) como el Campeonato Mundial de Balonmano o el torneo olímpico de balonmano.

## Artículos
Entre los principales artículos deportivos que Select Sport comercializa están:
- Balones de fútbol, balonmano, baloncesto, voleibol, fútbol sala, fútbol playa y fútbol americano
- Indumentaria deportiva: camisetas, pantaloncillos, chándales, medias, etc.
- Guantes de portero
- Botas de fútbol y de balonmano, y calzado deportivo en general
- Espinilleras
- Ropa deportiva, cintas y vendajes elásticos de neopreno
- Productos de cuidados deportivos: bolsas de primeros auxilios, cremas, geles y espráis de contunsiones musculares, esparadrapos, bolas de masaje, plantillas.
- Artículos para el juego y el entrenamiento: bolsas de deporte, bombas de balón(infladores), cronómetros, instrumentos de entrenamiento, para los árbitros, aros de baloncesto, protectores dentales, etc.

## Patrocinio
Actualmente Select Sport es patrocinador y suministrador oficial de balones de numerosos entes deportivos (federaciones, ligas profesionales nacionales o equipos), entre los que se encuentran: la Unión Danesa de Fútbol, la Federación Internacional de Balonmano, la Federación Danesa de Balonmano y las ligas profesionales de balonmano ASOBAL (España), N1 (Islandia), 1. A DRL (Eslovenia), así como de algunos equipos de fútbol y de balonmano, por ejemplo, FC Copenhague, Beerschot AC, 1. FK Příbram, entre los primeros, o HSV Hamburg, Montpellier AHB, MKB Veszprém KC, entre los segundos.
A continuación se detallan los patrocinios deportivos de la compañía:

### Fútbol

#### Federaciones
Select es el balón oficial de las siguientes ligas nacionales:
- Jupiler Pro League
- ALKA Superliga
- NordicBet Liga
- Selección de fútbol de Dinamarca
- Veikkausliiga
- Úrvalsdeild
- Serie A (fútbol femenino)
- Liga NOS
- Eliteserien
- Toppserien
- Allsvenskan
- Superettan
- Copa de Ucrania
- United Soccer Leagues (USL, USL Division III, PDL, Super Y-League)

#### Clubes
- Aarhus Fremad
- Avarta
- Birkerød
- Gentofte-Vangede Idrætsforening
- Hønefoss
- Moss
- Sarpsborg  (desde 2015)
- Tromsø  (desde 2016)
- Fanja  (desde 2016)
- Brage  (desde 2015)
- GAIS

### Balonmano

#### Selecciones
- Selección de balonmano de Austria
- Selección de balonmano de Chile
- Selección de balonmano de Islas Feroe
- Selección de balonmano de Portugal

#### Clubes
- GOG
- VfL Gummersbach